# Ogmodera albovittata
Ogmodera albovittata är en skalbaggsart som beskrevs av Stefan von Breuning 1974. Ogmodera albovittata ingår i släktet Ogmodera och familjen långhorningar. Inga underarter finns listade i Catalogue of Life.